# جيمس ويستكوت
جيمس ويستكوت هو محامي وسياسي أمريكي، ولد في 10 مايو 1802 في الإسكندرية في الولايات المتحدة، وتوفي في 19 يناير 1880 في مونتريال في كندا. نشط حزبياً في الحزب الديمقراطي. وقد انتخب عضو مجلس الشيوخ الأمريكي ‏ عن دائرة Florida Class 3 senate seat ‏ وقد انضم خلال فترته النيابية ‏ (4 مارس 1847 – 4 مارس 1849) للكتلة البرلمانية الحزب الديمقراطي وانتخب عضو مجلس الشيوخ الأمريكي ‏ عن دائرة Florida Class 3 senate seat ‏ وقد انضم خلال فترته النيابية ‏ (1 يوليو 1845 – 4 مارس 1847) للكتلة البرلمانية الحزب الديمقراطي وانتخب عضو مجلس الشيوخ الأمريكي ‏.